# Oldsum
Oldsum (nordfriesisch: Olersem) ist eine Gemeinde im Kreis Nordfriesland in Schleswig-Holstein.

## Geographie

Lage der Gemeinde auf der Insel Föhr

Oldsum liegt im Nordwesten der nordfriesischen Insel Föhr.
Die Gemeinde Oldsum besteht aus den drei Dörfern Oldsum (nordfriesisch: Olersem), Klintum (nordfriesisch: Klantem) und Toftum (nordfriesisch: Taftem), die sich – etwa von West nach Ost – über rund zwei Kilometer entlang der Hauptstraße erstrecken. Das Ortsbild ist durch gut erhaltene, reetgedeckte Bauernhäuser geprägt. Das Wahrzeichen von Oldsum ist eine alte, reetgedeckte Windmühle, deren Vorgängerin, welche etwa aus dem Jahr 1700 stammt, zweihundert Jahre später abgebrannt ist, wiederaufgebaut bis 1954 genutzt wurde und seit 1972 als Wohnhaus Verwendung findet. Die Entfernung zur Westküste der Insel beträgt etwa zwei Kilometer, zur Nordküste ist es etwas weniger. Südlich an Oldsum angrenzend liegt die Gemeinde Süderende, südwestlich Dunsum und östlich Alkersum und Midlum.

## Geschichte

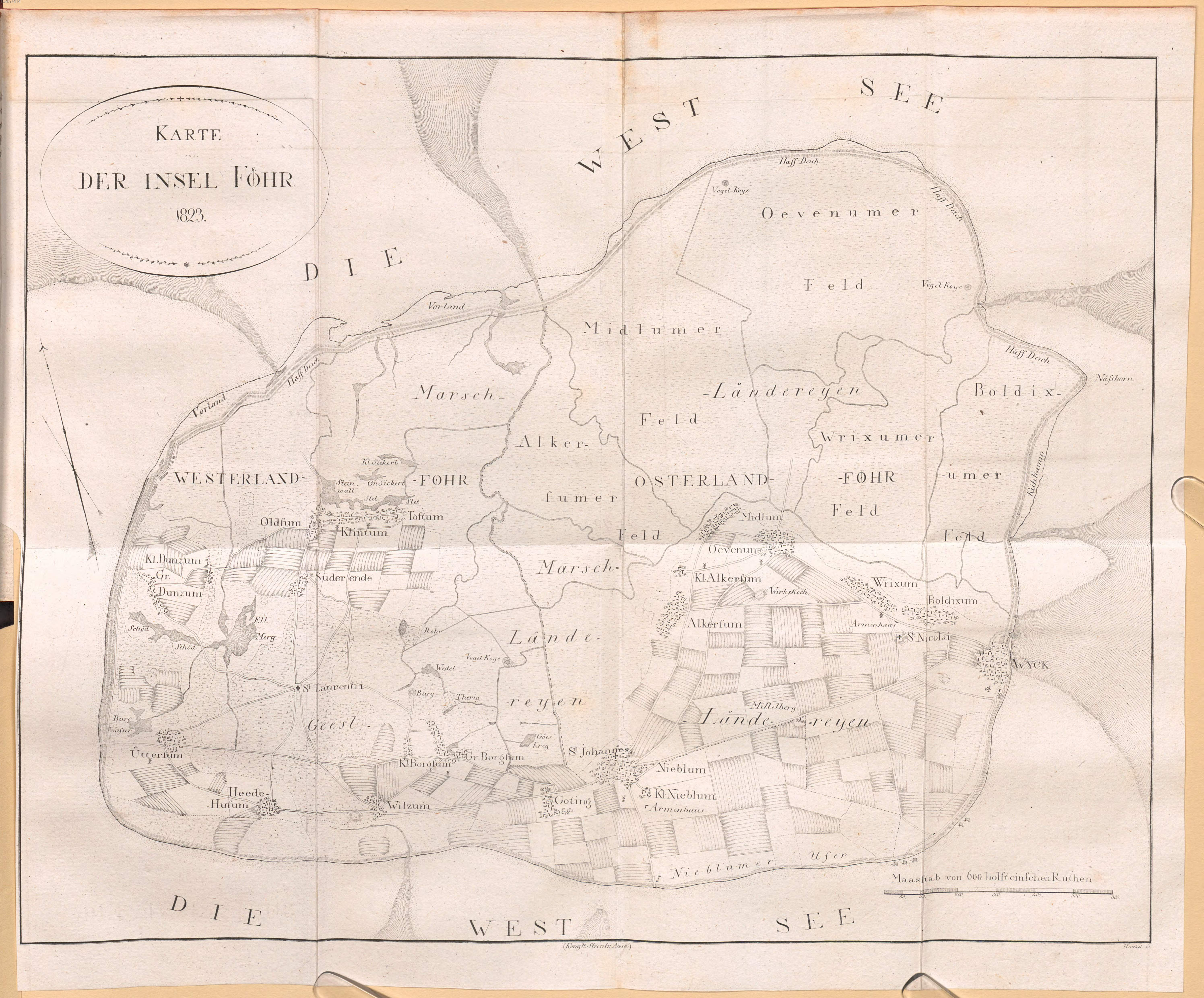
Friedrich von Warnstedts Karte von Föhr (1823)

Oldsum wurde erstmals 1462 urkundlich als Uluersum erwähnt. Im 17. Jahrhundert war das Dorf ein wichtiger Walfängerort. Einer der erfolgreichsten Walfangkommandeure, der 1632 geborene Matthias Petersen, lebte in Oldsum. Er fing in seinem Leben 373 Wale. Seine Grabstätte liegt noch heute auf dem Friedhof der St.-Laurentii-Kirche in Süderende.
Als Teil von Westerland Föhr gehörten die drei Ortschaften zu den königlichen Enklaven und waren dem Königreich Dänemark direkt angehörig, während Osterland Föhr mit Wyk zum Herzogtum Schleswig gehörte. Erst nach Dänemarks Verlust von Schleswig an Preußen kamen auch diese Orte 1864 an Schleswig-Holstein. Hierbei verlor die Gemeinde Oldsum den südlich des Ortskerns liegenden Ortsteil Süderende, der seitdem eine eigenständige Gemeinde ist. Seit dieser Abspaltung besitzt Oldsum südlich von Süderende eine unbewohnte Exklave mit einer Fläche von rund 122 Hektar, die damals nicht Süderende zugeschlagen wurde.
Bereits auf Friedrich von Warnstedts Karte von 1823 erscheinen Oldsum, Klintum und Toftum als ein zusammenhängendes Reihendorf, ohne erkennbare Siedlungsgrenzen zwischen den Orten.
Klintum bildete vor 1867 mit Oldsum die Gemeinde Oldsum-Klintum, die 1970 mit Toftum zur Gemeinde Oldsum fusionierte.

## Politik
Von den neun Sitzen in der Gemeindevertretung hat die Oldsumer Wählergemeinschaft (OWG) seit der Kommunalwahl 2018 acht Sitze. Einen weiteren Sitz hält ein Einzelbewerber.
Bei der Kommunalwahl 2023 kam es zu dem gleichen Ergebnis. Die Wahlbeteiligung betrug 60,3 Prozent.

## Wirtschaft und Verkehr
Mit der Zunahme des Fremdenverkehrs trat besonders in Oldsum die Landwirtschaft mehr und mehr in den Hintergrund. Heute gibt es nur vereinzelte landwirtschaftliche Betriebe im Ort. Einige von ihnen wurden auch in den 1950er und 1960er Jahren aus dem Ort ausgesiedelt und liegen außerhalb der Ortschaft, aber noch auf Gemeindegebiet. Oldsum vollzog einen Wandel vom Bauerndorf zum Künstlerdorf. Man findet dort zahlreiche Ateliers und Galerien. Weitere wichtige Wirtschaftsfaktoren sind eine steigende Anzahl von Handwerksbetrieben sowie der Einzelhandel.
Südlich von Oldsum führt die Landesstraße 214, die „Rundföhrstraße“, entlang. Die Orte der Gemeinde Oldsum sind über Kreisstraßen angebunden.

## Sehenswürdigkeiten
In der Liste der Kulturdenkmale in Oldsum  stehen die in der Denkmalliste des Landes Schleswig-Holstein eingetragenen Kulturdenkmale.

## Söhne und Töchter der Gemeinde
- Matthias Petersen (1632–1706), als Matthias der Glückliche, berühmter Walfänger
- Hinrich Braren (1751–1826), Kapitän und Navigationslehrer
- Oluf Braren (1787–1839), Maler
- Nickels Peter Hinrichsen (* 1939), Marineoffizier, 1982–1986 Kommandant der Gorch Fock
- Friede Springer (* 1942), Mehrheitseignerin der Axel Springer AG

## Bildergalerie

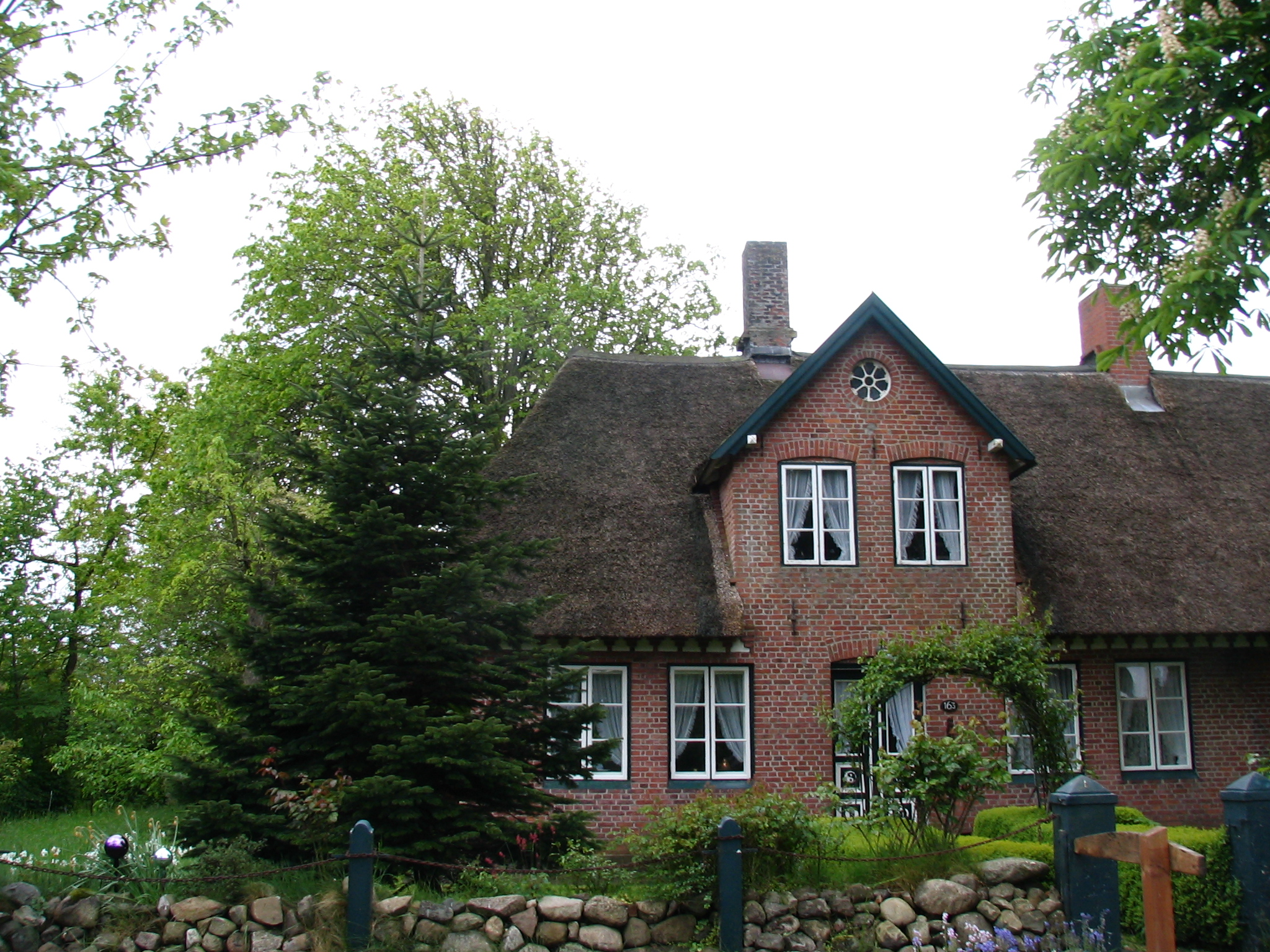
Friesenhaus mit typischem Steinwall
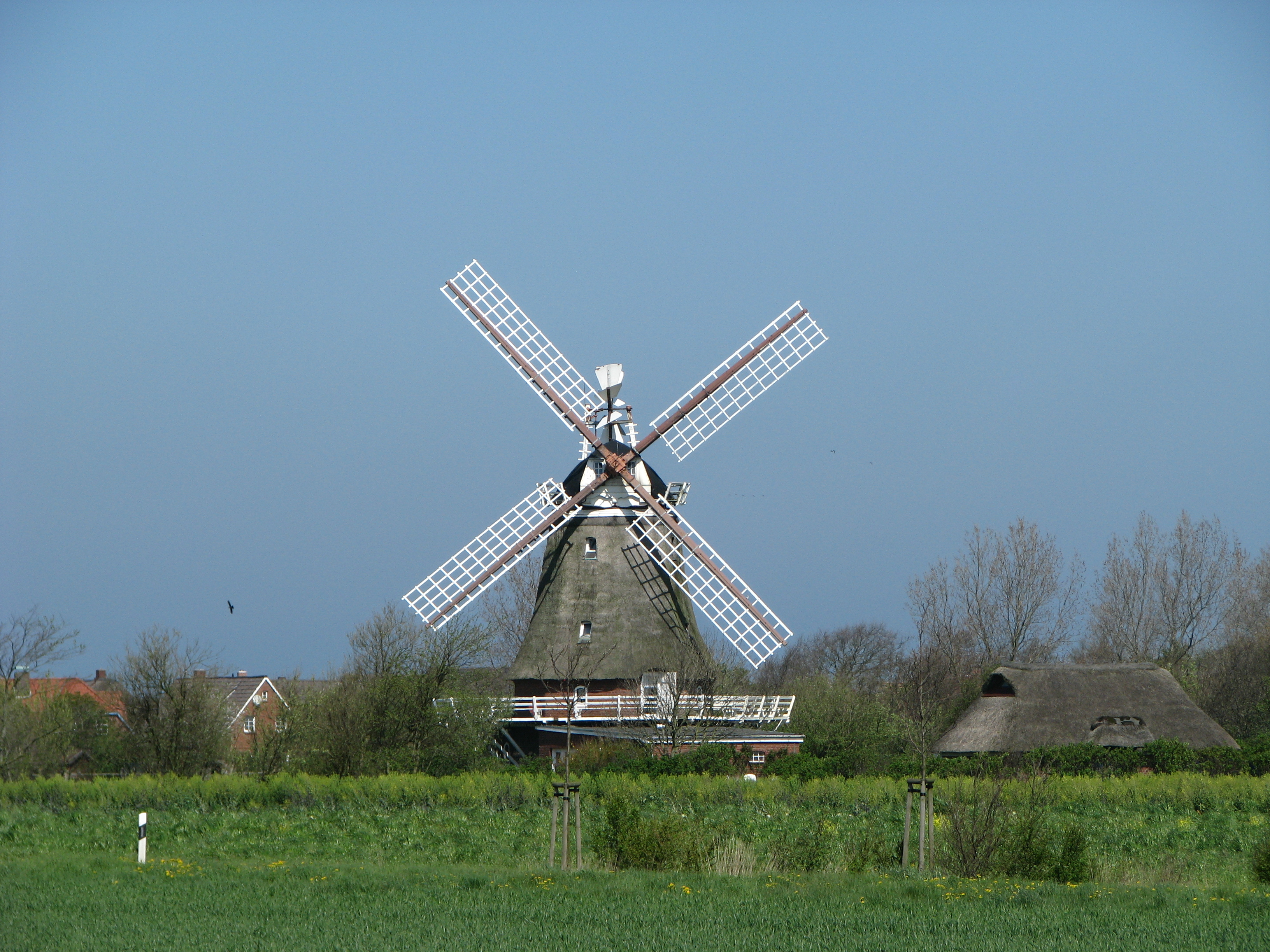
Die Oldsumer Windmühle gilt als Wahrzeichen des Ortes
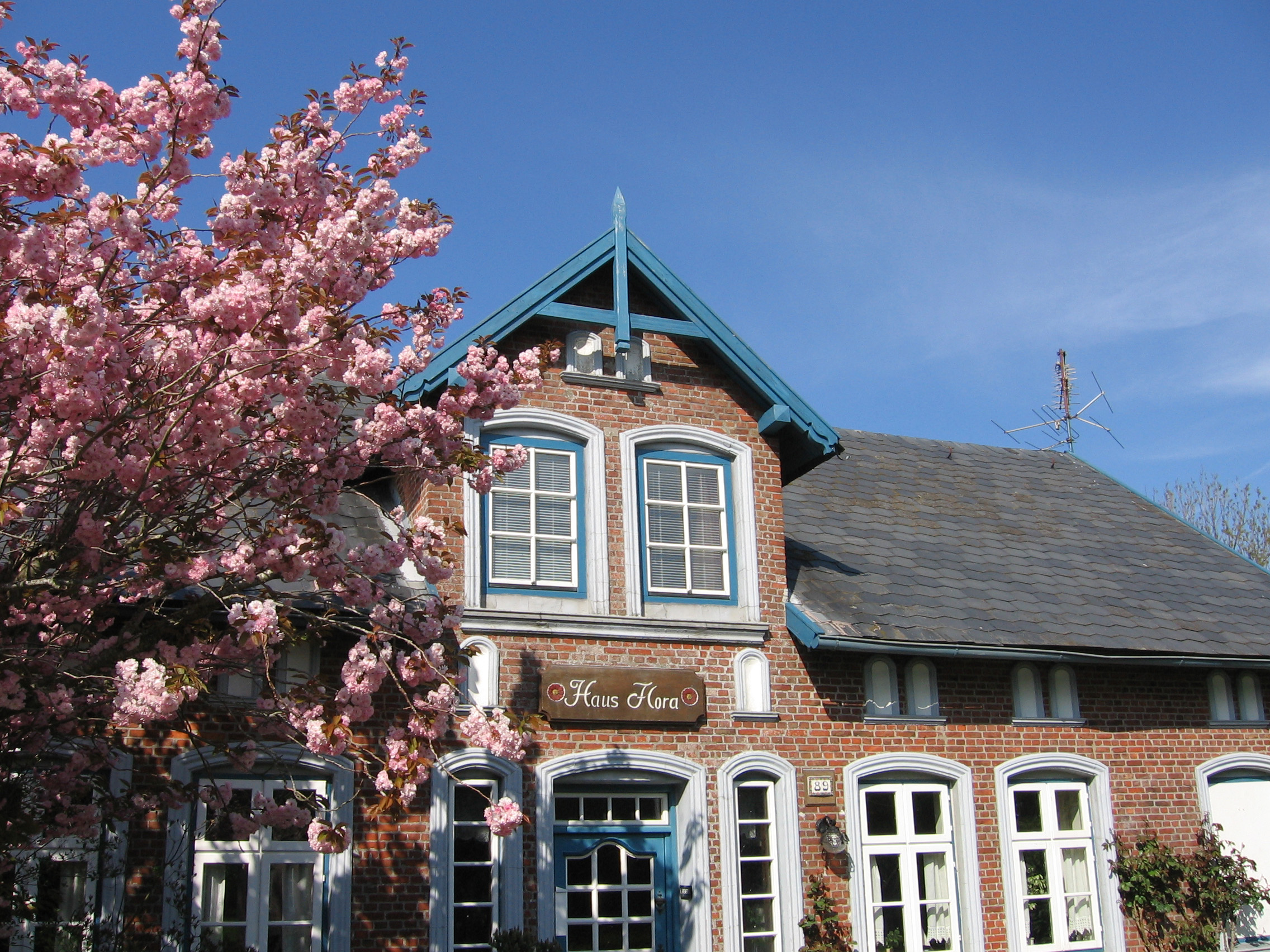
Geburtshaus von Friede Springer